# Энциклопедический стиль
Энциклопедический стиль — жанр научного стиля, стиль энциклопедической статьи, наиболее близкий к научно-популярному стилю, но имеющий некоторые особенности: беспристрастность, нейтральность, точность изложения информации.

## Особенности стиля
Энциклопедический стиль имеет ряд общих черт, проявляющихся независимо от характера определенных наук и различий между жанрами высказывания, что  позволяет возможность говорить о специфике стиля в целом. Вместе с тем вполне естественно, что, например, тексты по физике, химии, математике заметно отличаются по характеру изложения от текстов по филологии, истории, философии.
Стиль характеризуется логической последовательностью изложения, стремлением авторов к точности, сжатости, однозначности, нейтральности при сохранении насыщенности содержания.

## Лексика стиля
Поскольку ведущей формой научного мышления является понятие, почти каждая лексическая единица в энциклопедическом стиле обозначает понятие или абстрактный предмет. Точно и однозначно называют специальные понятия научной сферы общения и раскрывают их содержание лексеми — термины.

## Пример
ЭНЦИКЛОПЕ́ДИЯ (от греч. ἐγϰύϰλιος παιδεία – обучение по всему кругу знаний), вид научного (адресованного специалистам) или научно-популярного (для широкого круга читателей) справочного издания; систематизированный свод знаний. По специфике охвата материала Э. подразделяются на универсальные (по всем отраслям знания и практической деятельности) и отраслевые (тематические), посвящённые определённой отрасли знания.
Большая российская энциклопедия (БРЭ)